# Les Trois Glorieuses (hymn państwowy)
Les Trois Glorieuses (Trzy dni chwały) to hymn państwowy Ludowej Republiki Konga w latach 1970–1991. Słowa napisał Henri Lopès, a muzykę skomponował Philippe Mockouamy.
Tytuł hymnu odnosi się do rewolucji w Kongu w roku 1963.

## Oficjalne słowa hymnu
Lève toi, Patrie courageuse,
Toi qui en trois journées glorieuses
Saisis et porte le drapeau
Pour un Congo libre et nouveau,
Qui ne jamais plus ne faillira,
Que personne n'effrayera.
Nous avons brisés nos chaines,
Nous travaillerons sans peine,
Nous sommes une Nation souveraine.
Si trop tôt me tue l'ennemi,
Brave camarade, saisis mon fusil;
Et si la balle touche mon cœur,
Toutes nos sœurs se lèveront sans peur,
Et nos monts, nos flots en fureur
Repousseront l'envahisseur.
Nous avons brisés nos chaines,
Nous travaillerons sans peine,
Nous sommes une Nation souveraine.
Ici commence la Patrie
Où chaque humain a le même prix.
Notre seule guide c'est le Peuple.
Notre génie c'est encore le Peuple.
C'est lui seule qui a décidé
De rétablir sa dignité.
Nous avons brisés nos chaines,
Nous travaillerons sans peine,
Nous sommes une Nation souveraine.